# Данесфехан
Данесфеха́н (перс. دانسفهان‎) — город на северо-западе Ирана, в провинции Казвин. Входит в состав шахрестана Буин.

## География
Город находится в южной части Казвина, к югу от реки Херруд, на расстоянии приблизительно 53 километров к юго-западу от Казвина, административного центра провинции и на расстоянии 124 километров к западу от Тегерана, столицы страны. Абсолютная высота — 1314 метров над уровнем моря.

## Население
По данным переписи, на 2006 год численность населения города составляла 8687 человек.

## Транспорт
Ближайший аэропорт расположен в городе Казвин.